# Constantin Hamangiu
Constantin N. Hamangiu (n. 31 decembrie 1869, Bârlad – d. 8 ianuarie 1932, București) a fost un publicist, literat, jurist român, cetățean de onoare al Bârladului (1929), membru de onoare  al Academiei Române (1930).

## Activitate
Jurist, specialist în drept civil. A contribuit la realizarea Codului Civil, a Codului General Român și a Codului Comercial.
În anul 1921, sub conducerea lui Constantin Hamangiu, consilier la Înalta Curte de Casație și Justiție, a fost înființată publicația juridică Pandectele române.
A fost membru titular al „Societății de legislație comparată” din Paris. A colaborat la reviste române și franceze de specialitate, precum și la revista americană „The Lawyers Directory”.

## Cariera
A intrat în magistratură la o vârstǎ destul de fragedǎ, strǎbǎtând repede treptele cele mai înalte. Astfel:
- 31 martie 1894 este numit ajutor de judecǎtor la Ocolul V in București;
- 3 aprilie 1896 este numit procuror la Tribunalul Covurlui;
- 10 noiembrie 1897 jude-instructor la Tribunalul Ilfov;
- 18 septembrie 1902 prim-procuror la Tribunalul Ilfov;
- 11 octombrie 1905 procuror la Curtea de Apel Iași;
- 18 februarie 1913 consilier la Curtea de Apel Galați;
- 1 octombrie 1918 consilier la Curtea de Casatie Secția a III-a;
- 18 aprilie 1931 este numit ministru de justiție în Guvernul Nicolae Iorga.

## Scrieri
Codul Civil Adnotat, elaborat de Constantin Hamangiu și Nicolae Georgean, a fost editat, initial in 4 volume, în anul 1925 la Editura Librariei Universala Alcalay & Co.
Scriitori și artiști. Studii asupre depturilor lor, 1897

## Mecenat
Constantin Hamangiu și-a lăsat întreaga avere pentru a se premia, începând din anul 1930, "Cel mai bun roman cu subiect din viața românească; cea mai bună piesă de teatru; cele mai bune poezii; cel mai bun critic".
În 1935, Lucian Blaga a primit Marele premiu "Hamangiu" al Academiei Române.

În 1936, George Călinescu a primit premiul Hamangiu pentru volumele "Viața lui Mihai Eminescu" și "Opera lui Mihai Eminescu".